# Bad Schönau
Bad Schönau – gmina uzdrowiskowa w Austrii, w kraju związkowym Dolna Austria, w powiecie Wiener Neustadt-Land. Liczyła 737 mieszkańców (1 stycznia 2014).